# Bandeira da União Econômica Eurasiática
A Bandeira da União Econômica Eurasiática é o símbolo União Econômica Eurasiática e foi criada por um documento oficial do bloco.

## História
A instituição da bandeira e do emblema  foram previstos na literatura do artigo 12, item 20 do tratado de Estabelecimento da União Econômica Eurasiática, que foi ratificado em 29 de maio de 2014, e os símbolos foram ciados em 10 de outubro de 2014 pela decisão numero 76 que foi aprovada em decisão do Conselho Econômico Supremo da Eurásia.

## Vexilologia e descrição
De acordo com o documento de criação e do Estatuto sobre os Símbolos da União Econômica Eurasiática os símbolos oficias do bloco são a bandeira da União e o emblema da União; a bandeira tem imagem do emblema oficial da União, no centro de um painel retangular de cor branca e no entremeio tem em duas cores: azul e ouro formam uma figura dinâmica em reflexão simétrica em cujo centro é a imagem do mapa da Eurásia encimando um círculo.
A cor branca da bandeira e a imagem do mapa dos Estados-Membros refletem o carácter pacífico das atividades da União. A proporção da largura do sinalizador para seu tamanho é 2: 3.
A imagem do emblema da União simboliza o desejo de cooperação econômica dos Estados membros. Azul é o símbolo da Europa. A cor dourada é o símbolo da Ásia. O círculo reflete os interesses comuns das duas partes do mundo - Europa e Ásia: a parte azul do círculo está na parte dourada da figura dinâmica, a parte dourada do círculo está na parte azul da figura dinâmica. O emblema da União deve estar no centro da bandeira da União. A imagem da bandeira da União deve corresponder à imagem da bandeira da União; a imagem do emblema da União deve corresponder à imagem do emblema da União.

## Proibições
Na bandeira da União e o emblema da União, bem como as suas imagens, não podem lhes ser anexadas notas, ícones, letras, palavras, figuras ou imagens de qualquer outra natureza. As imagens da bandeira da União e os emblemas da União podem ser utilizados para fins decorativos de tal forma que não haja desrespeito à bandeira  e ao emblema e também são vedados usos meramente comerciais dos símbolos. no entanto, estas imagens podem ser reproduzidas em produtos de lembrança utilizados para fins representativos pelos órgãos da União.
.

## Usos oficiais
A bandeira da União e o emblema da União são colocados:
- Nos edifícios ou instalações ocupadas pelos órgãos da União;
- Nos edifícios ou nas instalações onde se realizam as reuniões dos órgãos da União, durante o período da sua realização.